# Encamina phlegyropa
Encamina phlegyropa är en fjärilsart som beskrevs av Edward Meyrick 1915. Encamina phlegyropa ingår i släktet Encamina och familjen gnuggmalar. Inga underarter finns listade i Catalogue of Life.